# Golpe de Estado en Lesoto de 1991
 El golpe de Estado de Lesoto de 1991 fue un golpe militar que tuvo lugar en Lesoto el 30 de abril de 1991, encabezado por el coronel Elias Phisoana Ramaema.   Esto llevó a la dimisión del primer ministro general Justin Lekhanya, que ocupaba el cargo desde el golpe de Estado de 1986.
El coronel Ramaena asedió al gobierno y obligó al primer ministro Lekhanya a dimitir. Durante los dos años de Ramaena en el poder, se adoptó una nueva constitución que restablecía los poderes del Parlamento. Las elecciones generales pluripartidistas se celebraron el 27 de marzo de 1993, con la asistencia de la Secretaría de la Commonwealth de Naciones, a petición del gobierno. Finalmente, el rey exiliado Moshoeshoe II, que fue destronado por el general Lekhanya en 1990,  fue restaurado en el trono el 25 de enero de 1995. 